# Gabriel Vinícius

Gabriel Vinícius dirigindo cena no set de filmagem de Ela Toma Placebo.

Retrato artístico do cineasta Gabriel Vinícius.

Gabriel Vinícius dirigindo e captando cena.

Gabriel Vinícius director

Gabriel Vinícius captando o jogador Gustavo Scarpa para o documentário "Além do Atlântico"

Gabriel Vinícius de Oliveira Martins (São José do Rio Pardo, 28 de Novembro de 1992) é um diretor de cinema, publicitário e produtor brasileiro. Em 2016 fundou a Media Filmes, a qual tem dirigido e participado de diversos filmes, videoclipes, curtas-metragens, documentários e produções audiovisuais para artistas e marcas como Rock in Rio, Greenpeace, Mitsubishi Motors, NBA, Carne Doce, Tuyo (banda) e Rodrigo Tavares.

## Carreira
Gabriel Vinícius é conhecido pelo trabalho realizado no cenário audiovisual brasileiro, tendo dirigido, roteirizado e produzido videoclipes para artistas como Carne Doce   , Rodrigo Tavares    , Roberta Campos, Fat Family e Tuyo (banda). Além disso, é o cineasta responsável por diversos micro documentários, documentários e outras obras cinematográficas.
Formado no Centro Universitário das Faculdades Associadas de Ensino, seu estilo de direção tem como característica principal os aspectos intimistas, trazendo fotografia marcante e planos que buscam criar uma narrativa personificada para os atores em cena.
Na área publicitária, Gabriel atuou como editor do programa de televisão da Mitsubishi Cup , prestando serviços para a finalização da atração que é exibida pelo canal BandSports, dentro do programa Supermotor.. Em 2019, Gabriel foi convidado pelo Greenpeace para realizar a cobertura e produção do filme da 1ª Parada LGBT organizada pela empresa no Brasil.   Também foi o responsável por realizar os vídeos da inauguração de escolas da NBA no país  
No dia 19 de Maio de 2022, foi anunciado o documentário Além do Atlântico, primeira produção internacional dirigida por Gabriel Vinícius. A obra conta a história da garota russa Julia Lyandrush, uma torcedora fanática da Sociedade Esportiva Palmeiras que apoia o clube mesmo morando no outro lado do mundo. O filme conta com a produção do renomado jornalista Mauro Beting. 
Em 2024, Gabriel Vinícius dirigiu um filme institucional exclusivo para o Rock in Rio, intitulado "O Pai dos Festivais". Este trabalho artístico foi utilizado pela equipe do festival em ações internas, destacando a essência, o aspecto histórico e a magnitude do evento.
O diretor é reconhecido como um dos pioneiros na criação de micro documentários musicais, um formato inovador pensado especialmente para as redes sociais. Sua abordagem criativa e visionária combina depoimentos reveladores dos artistas com captações cuidadosas das apresentações, oferecendo uma grandiosidade única ao espetáculo. Ao longo de sua carreira, ele dirigiu e esteve na produção de diversos micro documentários para renomados artistas, entre eles, destacam-se nomes como Lagum, CPM 22 e Duda Beat.

## Direção e Produção
| Ano  | Título                        | Artista                          | Cargo                |
| ---- | ----------------------------- | -------------------------------- | -------------------- |
| 2017 | "Deixe-me Ir"                 | Sambaculêjo                      | Diretor              |
| 2018 | "Empoderamento"               | Nicole Felix                     | Diretor              |
| 2020 | "Não Deixe a Maré te Levar"   | O Sopro                          | Diretor              |
| 2020 | "Eu vou a Luta"               | O Sopro                          | Diretor              |
| 2020 | "A Caçada"                    | Carne Doce                       | Diretor              |
| 2020 | "Rima Rica/Frase Feita"       | Rodrigo Tavares                  | Diretor              |
| 2020 | "Santa Fe"                    | Rodrigo Tavares                  | Diretor e Roteirista |
| 2021 | "A Partida"                   | Carne Doce                       | Diretor              |
| 2022 | "Temporal"                    | Rodrigo Tavares e Roberta Campos | Diretor              |
| 2022 | "As Terças Podem Se Inverter" | Rodrigo Tavares e Lucas Silveira | Diretor              |
| 2023 | "Zero Coragem (Acústico)"     | Tuyo_(banda)                     | Diretor              |

| Ano  | Título        | Cargo   |
| ---- | ------------- | ------- |
| 2023 | Tuyo Acústico | Diretor |

| Ano  | Título                                       | Cargo   |
| ---- | -------------------------------------------- | ------- |
| 2020 | Julia                                        | Diretor |
| 2022 | Luiza Caspary: Micro Documentário (Survivor) | Diretor |
| 2025 | Ela Toma Placebo                             | Diretor |

| Ano  | Título                             | Cargo                          |
| ---- | ---------------------------------- | ------------------------------ |
| 2027 | Amor é um Filme de Baixo Orçamento | Diretor, Roteirista e Produtor |

| Ano  | Título                                     | Cargo   |
| ---- | ------------------------------------------ | ------- |
| 2021 | Memórias: Treze Anos de Luta e Resistência | Diretor |
| 2026 | Além do Atlântico                          | Diretor |

| Ano  | Programa       | Emissora   | Cargo  |
| ---- | -------------- | ---------- | ------ |
| 2018 | Mitsubishi Cup | BandSports | Editor |

| Ano  | Programa    | Distribuição | Cargo                |
| ---- | ----------- | ------------ | -------------------- |
| 2020 | "Lobotomia" | Streaming    | Criador e Roteirista |